# Анатолци
Анатолци или Анадолци, су били етно-лингвистичка група Индоевропљана која је говорила анатолске језике и имала заједничку кулутуру. Анатолиски језици су били грана веће породице индоеврпских језика.

## Анатолски народи
- Лидијци
- Сидијци
- Каријанци
- Ликијци
- Лувијци
- Писидијци
- Хетити
- Палајци
- Исуријанци
- Мизијци
- Ликаонци
- Памфилци